# Roberto Bomprezzi
Roberto Bomprezzi (Roma, 9 ottobre 1962) è un ex pentatleta italiano.

## Palmarès
In carriera ha conseguito i seguenti risultati:
- Giochi olimpici:

Barcellona 1992: bronzo nel pentathlon moderno a squadre.
- Mondiali:

Lahti 1990: bronzo nel pentathlon moderno staffetta a squadre.
Darmstadt 1993: bronzo nel pentathlon moderno staffetta a squadre.